# Swiss Open Gstaad 1998 - Qualificazioni singolare
Le qualificazioni del singolare  dello  Swiss Open Gstaad 1998 sono state un torneo di tennis preliminare per accedere alla fase finale della manifestazione. I vincitori dell'ultimo turno sono entrati di diritto nel tabellone principale. In caso di ritiro di uno o più giocatori aventi diritto a questi sono subentrati i lucky loser, ossia i giocatori che hanno perso nell'ultimo turno ma che avevano una classifica più alta rispetto agli altri partecipanti che avevano comunque perso nel turno finale.
Le qualificazioni del torneo Swiss Open Gstaad 1998 prevedevano 32 partecipanti di cui 4 sono entrati nel tabellone principale.

## Teste di serie
1. Lucas Arnold Ker (ultimo turno)
2. Oliver Gross (Qualificato)
3. Jacobo Diaz-Ruiz (primo turno)
4. Attila Sávolt (secondo turno)

1. Joaquín Muñoz Hernández (secondo turno)
2. Agustin Garizzio (ultimo turno)
3. Tomás Carbonell (Qualificato)
4. Oscar Serrano-Gamez (secondo turno)

## Qualificati
1. Tomás Carbonell
2. Oliver Gross

1. Daniel Orsanic
2. Thierry Guardiola

## Tabellone

### Legenda
| - Q = Qualificato - WC = Wild card - LL = Lucky loser | - ALT = Alternate - SE = Special Exempt - PR = Protected Ranking | - w/o = Walkover - r = Ritirato - d = Squalificato |

### Sezione 1
|  | Primo turno         | Primo turno         | Primo turno         | Primo turno | Primo turno |  |  | Secondo turno | Secondo turno    | Secondo turno   | Secondo turno   | Secondo turno   |   |   | Ultimo turno | Ultimo turno     | Ultimo turno     | Ultimo turno | Ultimo turno |  |
|  |                     |                     |                     |             |             |  |  |               |                  |                 |                 |                 |   |   |              |                  |                  |              |              |  |
|  | 1                   | Lucas Arnold Ker    | Lucas Arnold Ker    | 7           | 6           |  |  |               |                  |                 |                 |                 |   |   |              |                  |                  |              |              |  |
|  |                     | Joan Balcells       | Joan Balcells       | 5           | 1           |  |  | 1             | Lucas Arnold Ker | 4               | 6               | 6               |   |   |              |                  |                  |              |              |  |
|  | David Sánchez       | David Sánchez       | 6                   | 2           | 6           |  |  |               | David Sánchez    | 6               | 3               | 4               |   |   |              |                  |                  |              |              |  |
|  | Ruben Fernandez-Gil | Ruben Fernandez-Gil | 2                   | 6           | 2           |  |  |               |                  |                 |                 |                 |   |   | 1            | Lucas Arnold Ker | Lucas Arnold Ker | 2            | 1            |  |
|  | Massimo Valeri      | Massimo Valeri      | Massimo Valeri      | 6           | 6           |  |  |               |                  | 7               | Tomás Carbonell | Tomás Carbonell | 6 | 6 |              |                  |                  |              |              |  |
|  | Gabrio Castrichella | Gabrio Castrichella | Gabrio Castrichella | 4           | 1           |  |  |               | Massimo Valeri   | Massimo Valeri  | 6               | 4               |   |   |              |                  |                  |              |              |  |
|  | 7                   | Tomás Carbonell     | Tomás Carbonell     | 6           | 6           |  |  | 7             | Tomás Carbonell  | Tomás Carbonell | 7               | 6               |   |   |              |                  |                  |              |              |  |
|  |                     | Fabio Maggi         | Fabio Maggi         | 2           | 0           |  |  |               |                  |                 |                 |                 |   |   |              |                  |                  |              |              |  |

### Sezione 2
|  | Primo turno         | Primo turno         | Primo turno         | Primo turno | Primo turno |  |  | Secondo turno | Secondo turno       | Secondo turno      | Secondo turno   | Secondo turno   |   |   | Ultimo turno | Ultimo turno | Ultimo turno | Ultimo turno | Ultimo turno |  |
|  |                     |                     |                     |             |             |  |  |               |                     |                    |                 |                 |   |   |              |              |              |              |              |  |
|  | 2                   | Oliver Gross        | Oliver Gross        | 6           | 6           |  |  |               |                     |                    |                 |                 |   |   |              |              |              |              |              |  |
|  |                     | Stéphane Bohli      | Stéphane Bohli      | 2           | 2           |  |  | 2             | Oliver Gross        | Oliver Gross       | 6               | 6               |   |   |              |              |              |              |              |  |
|  | Sandro Della Piana  | Sandro Della Piana  | 1                   | 7           | 7           |  |  |               | Sandro Della Piana  | Sandro Della Piana | 4               | 1               |   |   |              |              |              |              |              |  |
|  | Marco Chiudinelli   | Marco Chiudinelli   | 6                   | 6           | 5           |  |  |               |                     |                    |                 |                 |   |   | 2            | Oliver Gross | Oliver Gross | 6            | 6            |  |
|  | Bertrand Madsen     | Bertrand Madsen     | Bertrand Madsen     | 7           | 6           |  |  |               |                     |                    | Bertrand Madsen | Bertrand Madsen | 4 | 4 |              |              |              |              |              |  |
|  | Alexandre Strambini | Alexandre Strambini | Alexandre Strambini | 6           | 4           |  |  |               | Bertrand Madsen     | 6                  | 3               | 6               |   |   |              |              |              |              |              |  |
|  | 8                   | Oscar Serrano-Gamez | Oscar Serrano-Gamez | 6           | 6           |  |  | 8             | Oscar Serrano-Gamez | 3                  | 6               | 3               |   |   |              |              |              |              |              |  |
|  |                     | Giorgio Galimberti  | Giorgio Galimberti  | 2           | 2           |  |  |               |                     |                    |                 |                 |   |   |              |              |              |              |              |  |

### Sezione 3
|  | Primo turno       | Primo turno             | Primo turno       | Primo turno | Primo turno |  |  | Secondo turno    | Secondo turno           | Secondo turno           | Secondo turno  | Secondo turno  |   |   | Ultimo turno | Ultimo turno | Ultimo turno | Ultimo turno | Ultimo turno |  |
|  |                   |                         |                   |             |             |  |  |                  |                         |                         |                |                |   |   |              |              |              |              |              |  |
|  |                   | Luis Morejon            | 6                 | 0           | 6           |  |  |                  |                         |                         |                |                |   |   |              |              |              |              |              |  |
|  | 3                 | Jacobo Diaz-Ruiz        | 4                 | 6           | 1           |  |  | Luis Morejon     | Luis Morejon            | Luis Morejon            | 6              | 3              |   |   |              |              |              |              |              |  |
|  | Frédéric Fontang  | Frédéric Fontang        | 7                 | 6           | 6           |  |  | Frédéric Fontang | Frédéric Fontang        | Frédéric Fontang        | 1              | 2r             |   |   |              |              |              |              |              |  |
|  | Michel Kratochvil | Michel Kratochvil       | 6                 | 7           | 1           |  |  |                  |                         |                         |                |                |   |   | Luis Morejon | Luis Morejon | Luis Morejon | 4            | 1            |  |
|  | Daniel Orsanic    | Daniel Orsanic          | Daniel Orsanic    | 6           | 6           |  |  |                  |                         | Daniel Orsanic          | Daniel Orsanic | Daniel Orsanic | 6 | 6 |              |              |              |              |              |  |
|  | Gregory Zavialoff | Gregory Zavialoff       | Gregory Zavialoff | 4           | 2           |  |  |                  | Daniel Orsanic          | Daniel Orsanic          | 6              | 6              |   |   |              |              |              |              |              |  |
|  | 5                 | Joaquín Muñoz Hernández | 6                 | 4           | 6           |  |  | 5                | Joaquín Muñoz Hernández | Joaquín Muñoz Hernández | 2              | 4              |   |   |              |              |              |              |              |  |
|  |                   | Andrei Rybalko          | 3                 | 6           | 2           |  |  |                  |                         |                         |                |                |   |   |              |              |              |              |              |  |

### Sezione 4
|  | Primo turno       | Primo turno       | Primo turno       | Primo turno | Primo turno |  |  | Secondo turno | Secondo turno     | Secondo turno     | Secondo turno    | Secondo turno |   |   | Ultimo turno | Ultimo turno      | Ultimo turno | Ultimo turno | Ultimo turno |  |
|  |                   |                   |                   |             |             |  |  |               |                   |                   |                  |               |   |   |              |                   |              |              |              |  |
|  | 4                 | Attila Sávolt     | Attila Sávolt     | 6           | 6           |  |  |               |                   |                   |                  |               |   |   |              |                   |              |              |              |  |
|  |                   | Niko Karagiannis  | Niko Karagiannis  | 4           | 4           |  |  | 4             | Attila Sávolt     | Attila Sávolt     | 3                | 4             |   |   |              |                   |              |              |              |  |
|  | Thierry Guardiola | Thierry Guardiola | Thierry Guardiola | 6           | 7           |  |  |               | Thierry Guardiola | Thierry Guardiola | 6                | 6             |   |   |              |                   |              |              |              |  |
|  | Jun Kato          | Jun Kato          | Jun Kato          | 3           | 6           |  |  |               |                   |                   |                  |               |   |   |              | Thierry Guardiola | 7            | 0            | 6            |  |
|  | Mariano Hood      | Mariano Hood      | 4                 | 6           | 6           |  |  |               |                   | 6                 | Agustin Garizzio | 6             | 6 | 4 |              |                   |              |              |              |  |
|  | Francisco Montana | Francisco Montana | 6                 | 2           | 4           |  |  |               | Mariano Hood      | 6                 | 3                | 6r            |   |   |              |                   |              |              |              |  |
|  | 6                 | Agustin Garizzio  | Agustin Garizzio  | 6           | 6           |  |  | 6             | Agustin Garizzio  | 3                 | 6                | 5             |   |   |              |                   |              |              |              |  |
|  |                   | Andrej Merinov    | Andrej Merinov    | 2           | 3           |  |  |               |                   |                   |                  |               |   |   |              |                   |              |              |              |  |